# Johann Schröder (Mediziner)

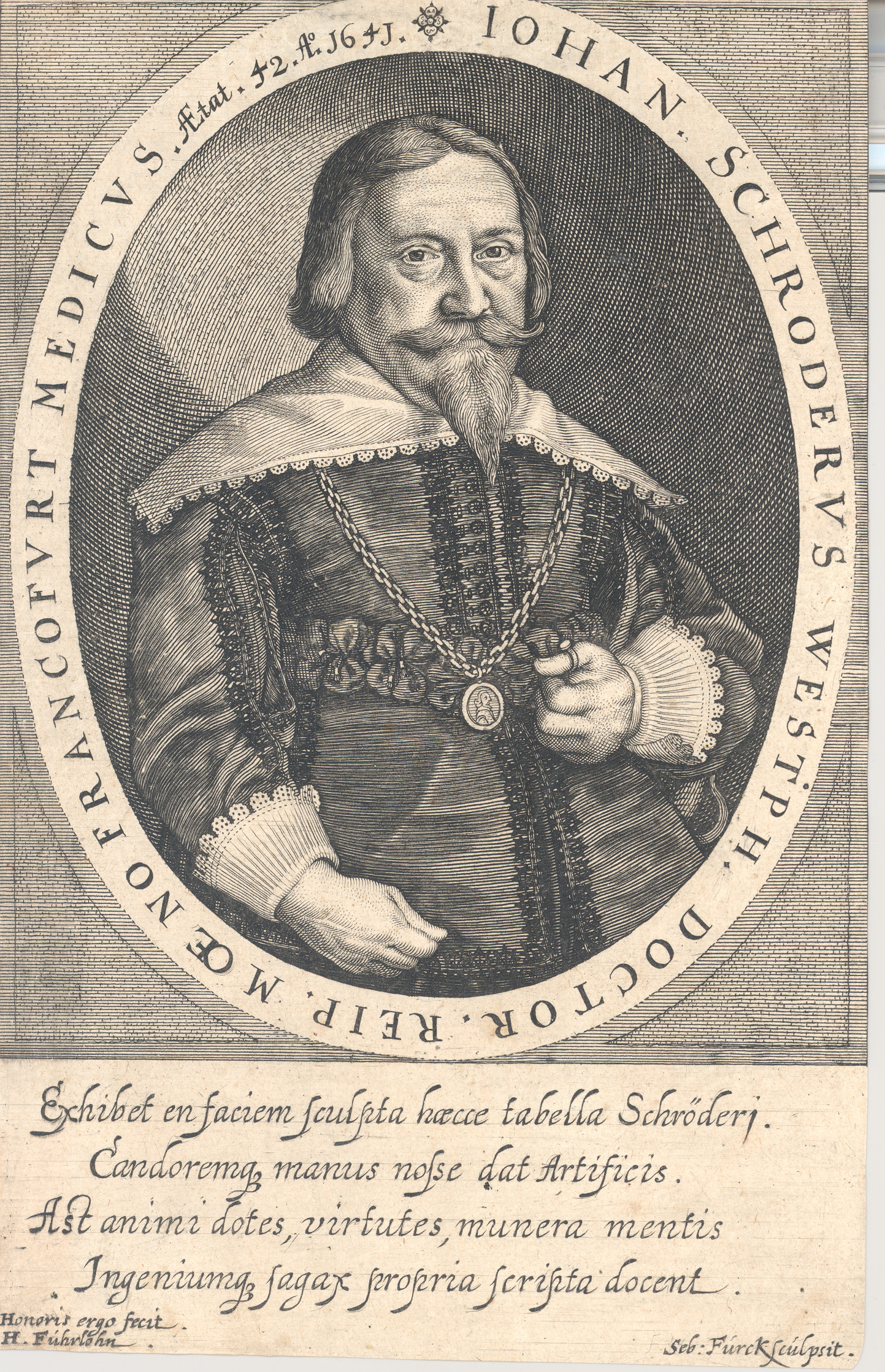
Johann Schröder im Alter von 41 Jahren

Johann Schröder (* 1599 oder 1600 in Salzuflen; begraben 3. Februar 1664 in Frankfurt am Main) war ein deutscher Mediziner. Er verfasste den „Artzney-Schatz“, das wichtigste Arzneibuch des 17. Jahrhunderts im deutschsprachigen Raum.

## Herkunft, Studium
Johann Schröder wurde 1599 oder 1600 in Salzuflen als Sohn des Stadtschreibers Jost Schröder und dessen Frau Catharina Giesenbier geboren. Nach dem Besuch der örtlichen Lateinschule ging er 1618 nach Helmstedt, wo er zunächst am Pädagogikum Unterricht erhielt. Im Sommer 1620 immatrikulierte er sich an der dortigen Julius-Universität, im Oktober 1622 wechselte er zur Fortführung seines Medizinstudiums nach Rostock.
1624 wurde Schröder von Caspar Bartholin dem Älteren nach Kopenhagen gerufen, um als Hauslehrer dessen gleichnamigen Sohn, den späteren Juristen und Kanzleirat Caspar Bartolin (1618–1670), zu erziehen. Gleichzeitig war Schröder an der Universität Kopenhagen seit dem 30. Mai 1624 für Medizin eingeschrieben. Um 1628 trat Schröder, ebenfalls als Hauslehrer, in die Dienste des schwedischen Grafen Gustaf Horn, um dessen Neffen Gustaf Evertsson Horn (1614–1666) fünf Jahre lang auf seinen Bildungsreisen 
von Finnland, Schweden und Dänemark in die Niederlande (1630 Leiden), nach Frankreich (1631 Paris) und England (1633 Oxford) zu begleiten. Mit von der Partie waren die schwedischen Edelleute Johan Axelsson Oxenstierna (1611–1657) und Carl Gustaf Wrangel (1613-1676).
Zwischendurch erwarb Schröder mit einer Disputation De dolore colico den medizinischen Doktorgrad an der Universität Caen (1632). Anschließend begleitete er den älteren Gustaf Horn als Leibarzt auf dessen Feldzügen.
Schröders Bruder Jorgen studierte in Gießen Philosophie und war in Salzuflen Inspektor des dortigen Salzwerks, Syndikus, Ratsherr und mehrfach auch Bürgermeister.

## Feldarzt im Dreißigjährigen Krieg
Als Horn nach dem Tod König Gustav Adolfs 1632 den Oberbefehl über die schwedische Armee in Deutschland innehatte, wurde Horn nach der verlorenen Schlacht bei Nördlingen am 6. September 1634 gefangengesetzt. Stellungslos geworden, suchte Schröder nun eine zivile Anstellung und wandte sich zunächst nach Marburg, wo die Pest wütete.

## Stadtarzt in Frankfurt
1635 siedelte Schröder nach Frankfurt am Main über, wo er am 8. Dezember in das „collegium medicum“ aufgenommen wurde. Am 2. Mai 1636 heiratete die bereits zum zweiten Mal verwitwete Anna Maria Braun aus einer Rats- und Schöffenfamilie. Aus der Ehe gingen vier Kinder hervor. Am 10. November 1636 erwarb er auch das Bürgerrecht in Frankfurt. Bald nach der Niederlassung trat er mit medizinischen Schriften an die Öffentlichkeit. 1641 kam sein Hauptwerk, die „Pharmacopoeia medico-chymica sive thesaurus pharmacologicus“ (deutscher Kurztitel „Artzney-Schatz“) heraus, in welchem er den Begriff der „Pharmakologie“ (Pharmacologia) prägte.
In Frankfurt rückte Schröder im Laufe der Jahre in die hierarchisch gestuften Stadtarztstellen auf. 1643 wurde er „Physicus ordinarius secundus“, 1648 „primus“ und 1658 schließlich „Physicus primarius“ und damit zum Vorsitzenden des Frankfurter „Collegium sanitatis“. Als solcher musste Schröder unter anderem die Hospitäler der Stadt überwachen und wurde als ärztlicher Gutachter bei Strafprozessen herangezogen. Auch unterstand ihm die Aufsicht über die Apotheken der Stadt. In Frankfurt gab es zu Schröders Zeiten fünf Apotheken: Einhorn-, Schwanen-, Engel-, Hirschapotheke und die Apotheke zum goldenen Kopf.
Johann Schröder starb 1664 in Frankfurt, nachdem seine Frau bereits am 22. Oktober 1657 verstorben war. Ihr gemeinsamer Sohn Hieronymus (1638−1691) kehrte nach Salzuflen zurück, wo er Anteile am dortigen Salzwerk besaß.
Eine Sonderausstellung Neue Arzneischätze über Johann Schröder wurde bis zum 1. April 2007 im damaligen Stadt- und Bädermuseum Bad Salzuflen gezeigt.

## Leibarzt an hessischen Höfen
Während seines Dienstes in der Stadt Frankfurt stand Schröder in enger Verbindung zum Fürstenhaus Hessen-Darmstadt. Nachdem er bereits zum Leibarzt des Landgrafen Johann ernannt worden war, folgte 1637 die Bestallung als Leibarzt am Darmstädter Hof. Auch diente er dem Landgrafen Philipp III. von Hessen-Butzbach. Am 26. September 1642 fertigte er für Philipp ein ärztliches Gutachten zu einer Badekur in Ems an. Philipp litt unter „Aufblehung und (…) Schmertzen des Leibs, (…) beschwerliches Aufreuspern, und drittens Geschwulste abendts in den Schenckeln“. Schröder empfahl eine Reihe von Medikamenten und eine Schwitzkur. Diese Branntweinkur wurde dem Landgrafen auf tragische Weise zum Verhängnis. Bei einer der Schwitzkuren entzündete sich durch Unachtsamkeit der Spiritus und eine Stichflamme fügte Philipp schwere Brandverletzungen zu, an denen er wenig später starb.

## „Artzney-Schatz“
Schröder schrieb sein Hauptwerk, den „Artzney-Schatz“, zunächst in Latein. Er erschien 1641 in Ulm und hatte ungeheuren Erfolg. Zwischen 1641 und 1746 erschienen 14 lateinische Ausgaben, dazu Übersetzungen ins Englische, Französische und Deutsche. Die erste deutsche Übersetzung wurde 1684 in Nürnberg herausgegeben, gefolgt von sechs weiteren bis 1746/48. Schröder war treuer Anhänger des zu seiner Zeit als Revolutionär empfundenen Arztes und Alchimisten Paracelsus.
In seinem Buch können die verschiedenen Strömungen der Pharmazie im 17. Jahrhundert festgestellt werden. Die moderne, exakte, experimentelle Naturwissenschaft gewann immer mehr an Raum. Das Arzneibuch ist ein Werk seiner Zeit. In vielen Bereichen schwankt es zwischen aufgeklärter Wissenschaft und Aberglaube. (Auch gegen Zauber-Krankheiten führt es im Register 24 Arzneimittel auf.)
Neben der theoretischen Einleitung hatten die folgenden Abschnitte für Ärzte, Apotheker und Wundärzte einen hohen praktischen Nutzen. Schröder hatte das Arzneiwissen seiner Zeit aus den verschiedenen Quellen zusammengetragen und übersichtlich strukturiert. Damit wurde sein Werk zu einem populären Apothekerhilfsbuch, das alle Bereiche der Apothekerkunst umfasste.
Der „Artzney-Schatz“ von 1693 ist kein reiner „Schröder“ mehr. Der Arzt Friedrich Hoffmann der Ältere (1626–1675), der Vater des Arztes Friedrich Hoffmann, schrieb 1675 einen Kommentar, der manche „veraltete“ Ansicht korrigierte. Der Kommentar wurde in die deutsche Ausgabe eingearbeitet und machte das Werk weiterhin aktuell, so dass es für insgesamt 100 Jahre als Standardwerk der deutschen Medizin in Gebrauch war.

## Werke
- Disputatio inauguralis de dolore colico. Caen 1632.
- Bericht von jetzo grassierendem Epidemischen Fieber. Frankfurt 1636 (online).
- Pharmacopoeia medico-chymica sive thesaurus pharmacologicus : quo composita quaeque celebriora, hinc mineralia, vegetabilia & animalia chymico-medice describuntur, atque insuper principia physicae hermetico-hippocraticae candide exhibentur ; opus, non minus utile physicis quam medicis. Gerlin, Ulmae 1644 Digitalisierte Ausgabe der Universitäts- und Landesbibliothek Düsseldorf
- (Herausgeber) Quercetanus redivivus. Frankfurt 1648 (online).
- Pharmacopoeia medico-chymica sive thesaurus pharmacologicus : quo composita quaeque celebriora, hinc mineralia, vegetabilia & animalia chymico-medice describuntur, atque insuper principia physicae hermetico-hippocraticae candide exhibentur ; opus, editione tertia, plurimis in locis auctum ac emendatum. Gerlin, Ulmae 1649. Digitalisierte Ausgabe der Universitäts- und Landesbibliothek Düsseldorf
- Iohannis Schröderi pharmacopoeia medico-chymica sive thesaurus pharmacologicus. - De novo ab authore diligenter recognita. Rigaud, Lugduni 1649 Digitalisierte Ausgabe der Universitäts- und Landesbibliothek Düsseldorf
- Iohannis Schröderi pharmacopoeia medico-chymica sive thesaurus pharmacologicus : quo composita quaeque celebriora, hinc mineralia, vegetabilia & animalia chymico-medice describuntur, atque insuper principia physicae hermetico-hippocraticae candide exhibentur. - Opus, editione quarta, plurimis in locis auctum ac emendatum. Rigaud, Lugduni 1656 Digitalisierte Ausgabe der Universitäts- und Landesbibliothek Düsseldorf
- Ioannis Schröderi pharmacopoeia medico-chymica sive thesaurus pharmacologicus : quo composita quaeque celebriora, hinc mineralia, vegetabilia & animalia chymico-medice describuntur, atque insuper principia physicae hermetico-hippocraticae candide exhibentur ; opus non minus utile physicis quam medicis. Borde, Arnaud & Barbier, Lugduni 1665 Digitalisierte Ausgabe der Universitäts- und Landesbibliothek Düsseldorf
- Pharmacopoeia medico-chymica sive thesaurus pharmacologicus : quo composita quaeque celebriora, hinc mineralia, vegetabilia, & animalia, chymico-medice describuntur, atque insuper principia physicae hermetico-hippocraticae candide exhibentur. - Hac septima emendatum, omissis locupletatum, notisque auctum / a Joanne Ludovico Witzelio. Görlin, Francofurti 1677 Digitalisierte Ausgabe der Universitäts- und Landesbibliothek Düsseldorf
  - La pharmacopée raisonnée de Schroder, commentée par Michel Ettmuller. 2 Bände, Chez T. Amaulry, Lyon 1698 (Digitalisat parisdescartes)(Digitalisat duesseldorf)
- D. Johann Schroeders trefflich-versehene Medicin-Chymische Apotheke, Oder: Hoͤechst kostbarer Arzeney-Schatz […]. Hrsg. und übersetzt von Johann Ulrich Müller. 2 Bände. Nürnberg 1685; Neudruck München 1963.
- D. Johann Schröders vollständige und nutz-reiche Apotheke/ Oder: Trefflich versehener Medicin-Chymischer höchstkostbarer Artzney-Schatz : Nebst D. Friedrich Hoffmanns darüber verfasseten herrlichen Anmerckungen ; in fünff Bücher eingetheilt .... Nun aber bey dieser Zweyten Edition Um ein merckliches vermehret und verbessert. Hoffmann & Streck, Franckfurt [u. a.] 1709 Digitalisierte Ausgabe der Universitäts- und Landesbibliothek Düsseldorf
- Johann Schröders vollständige und nutzreiche Apotheke oder trefflich versehener medicin-chymischer höchst-kostbarer Artzney-Schatz : nebst Friedrich Hoffmanns darüber verfasseten herrlichen Anmerckungen ; in fünff Bücher eingetheilt. Hoffmann, Franckfurt Nun aber bey dieser dritten Edition um ein merckliches vermehret, verbessert 1718 Digitalisierte Ausgabe der Universitäts- und Landesbibliothek Düsseldorf
- Johann Schröders Pharmacopoeia universalis, das ist: allgemeiner medicinisch-chimischer Artzney-Schatz : nebst Friedrich Hoffmanns darüber verfassten herrlichen Anmerckungen ; in 6 Büchern, welche eine Einleitung zur Chimie, ein allgemeines Dispensatorium und ein vollständiges Berg-Kräuter- und Thier-Buch oder Materialien-Lexicon enthalten ; nebst einem allgemeinen Apothecker-Tax. Stein & Raspe, Nürnberg 1746 Digitalisierte Ausgabe der Universitäts- und Landesbibliothek Düsseldorf